# Hesperotingis mississippiensis
Hesperotingis mississippiensis är en insektsart som beskrevs av Drake 1918. Hesperotingis mississippiensis ingår i släktet Hesperotingis och familjen nätskinnbaggar. Inga underarter finns listade i Catalogue of Life.